# Gregorianik-Pop
Der Begriff Gregorianik-Pop als Bezeichnung für ein Musikgenre entstand Anfang der 1990er Jahre. Gregorianik-Pop ist ein Subgenre des Ende der 1970er entstandenen New Age und verwendet Elemente des Gregorianischen Chorals.
Als Vorreiter des Gregorianik-Pop gilt das Album MCMXC a.D. der New-Age-Gruppe Enigma, die mit der Single Sadeness Pt. 1 internationalen Erfolg hatten. Ende der 1990er Jahre veröffentlichte das Produzententeam Peterson, Kohrs, Heusmann dann das Album Masters of Chant der Gruppe Gregorian. Weitere  Gruppen des Genres sind unter anderem Lesiëm, Magna Canta oder Cardinals.

## Gruppen
Das Genre Gregorian-Pop umfasst folgende Gruppen:
Chant-Pop: Adoramus, Cardinals, Divinus, E Nomine, El Divino, Enigma Borgia, Era, Gala, Gregorian, Gregorianika, Industrial Monk, Lesiëm, Magna Canta, Mask / Gregorian Choir, Mistic, Monjes Budistas, Mysticos, Pilgrimage, Terra, The Gregorians, Vox Archangeli, Vox Nova
Choir-Pop:
Adoro, Atylantos, Beautiful World, Cantara, Divine Works, Ermitage, Georgian Legend, Globus, Nostradamus, Piotr Rubik, Solyma, The Priests, The Ten Tenors, Vangelis, Хор Турецкого